# Puntate di The Walking Dead: The Ones Who Live
Le sei puntate della miniserie televisiva The Walking Dead: The Ones Who Live sono state trasmesse in prima visione negli Stati Uniti d'America dall'emittente AMC dal 25 febbraio al 31 marzo 2024.
In Italia la miniserie è andata interamente in onda su Sky Atlantic il 30 dicembre 2024.
| nº | Titolo originale | Titolo italiano | Prima TV USA     | Prima TV Italia  |
| -- | ---------------- | --------------- | ---------------- | ---------------- |
| 1  | Years            | Gli anni        | 25 febbraio 2024 | 30 dicembre 2024 |
| 2  | Gone             | Andati          | 3 marzo 2024     | 30 dicembre 2024 |
| 3  | Bye              | Via             | 10 marzo 2024    | 30 dicembre 2024 |
| 4  | What We          | Cosa siamo      | 17 marzo 2024    | 30 dicembre 2024 |
| 5  | Become           | Diventati       | 24 marzo 2024    | 30 dicembre 2024 |
| 6  | The Last Time    | L'ultima volta  | 31 marzo 2024    | 30 dicembre 2024 |

## Gli anni
- Titolo originale: Years
- Diretta da: Bert e Bertie
- Scritta da: Scott M. Gimple, Danai Gurira e Andrew Lincoln (soggetto); Scott M. Gimple (sceneggiatura)

### Trama
Cinque anni dopo il ponte ed essere stato catturato dalla Civica Repubblica Militare, Rick Grimes ha tentato senza successo quattro volte di fuggire, tra cui inviare un messaggio in bottiglia a Michonne insieme ai suoi effetti personali in un'occasione e amputarsi la mano in un'altra. Rick è assegnato come designato, cioè chi trascorre sei anni a lavorare nella periferia di Filadelfia, ora la Repubblica Civica, prima di essere autorizzato a entrare in città. Rick sogna una vita normale con Michonne e alla fine accetta un'offerta dal tenente colonnello Donald Okafor per unirsi al CRM. Okafor rivela di aver aiutato il CRM, in seguito la Guardia Nazionale della Pennsylvania, a salvare la città dall'essere bombardata col napalm a spese di sua moglie e tenta di reclutare Rick e Pearl Thorne nel suo piano per cambiare il CRM dall'interno. Dopo un altro tentativo fallito di fuga e la distruzione di Omaha, Rick accetta infine la sua nuova vita e una posizione di rilievo costruendo una base operativa del CRM nelle Cascade Mountains. Ricordando una storia della sua infanzia, Rick accetta di unirsi al piano di Okafor, poco prima che il loro elicottero venga abbattuto e Okafor venga ucciso da un proiettile esplosivo. L'aggressore poi uccide gli altri soldati uno per uno dopo che sono usciti dall'elicottero fino a quando non arriva a Rick. Si toglie l'elmetto e lo riconosce, poi si toglie la maschera, rivelandosi Michonne, che si riunisce con Rick per la prima volta dopo anni.
- Guest star: Terry O'Quinn (Beale), Craig Tate (Donald Okafor), Lesley-Ann Brandt (Pearl Thorne), Frankie Quinones (Esteban Garcia), Robert O'Hara.
- Ascolti USA: telespettatori 896 000 – rating 18-49 anni 0,21%[3]

## Andati
- Titolo originale: Gone
- Diretta da: Bert e Bertie
- Scritta da: Nana Nkweti e Channing Powell

### Trama
Sei anni dopo la presunta morte di Rick, Michonne tenta di ottenere un cavallo per proseguire la sua missione, dopo aver salvato Aiden e Bailey. Tuttavia, il suo percorso è ostacolato da una massiccia orda di vaganti. Grazie all'intervento di Nat, Aiden e Bailey, che la raggiungono con risorse e supporto, Michonne riesce a superare l'ostacolo. Durante il tragitto, si scopre che Aiden è incinta e desidera unirsi a Michonne nella ricerca di Rick. Nat, ingegnoso e inventivo, contribuisce con le sue abilità al gruppo. La situazione precipita quando un elicottero del CRM attacca il gruppo con granate al cloro, causando la morte di Aiden e Bailey. Michonne e Nat sopravvivono grazie all'uso di bombole di ossigeno. Decisi a proseguire, raggiungono il luogo menzionato nel diario di bordo della nave, dove trovano i resti di una nave da crociera e numerosi corpi bruciati. Nat suggerisce a Michonne di tornare dai suoi figli, mantenendo la speranza che Rick sia ancora vivo. Mentre continuano, abbattono un elicottero del CRM, utilizzando gli esplosivi di Nat come rappresaglia per la morte dei loro amici, evento che porta al ricongiungimento tra Michonne e Rick. Nat viene ucciso da un soldato del CRM sopravvissuto, che Rick poi uccide. Mentre i soldati si avvicinano, Rick aiuta Michonne a creare una storia di copertura credibile per il CRM, promettendo che scapperanno insieme. Tuttavia, Rick si confronta con Jadis, che aveva riconosciuto Michonne, e lo minaccia se cercheranno di fuggire mentre Michonne adotta l'identità di "Dana" per infiltrarsi nel CRM e rimanere al fianco di Rick.
- Guest star: Matthew Jeffers (Nat), Breeda Wool (Aiden), Andrew Bachelor (Bailey), Erin Anderson (Elle).
- Ascolti USA: telespettatori 880 000 – rating 18-49 anni 0,16%[4]

## Via
- Titolo originale: Bye
- Diretta da: Michael Slovis
- Scritta da: Gabriel Llanas e Matthew Negrete

### Trama
In un flashback, Jadis si avvicina a Rick al Millennium Park e gli spiega l'accordo tra i suoi uomini e il CRM e la sua intenzione di arruolarsi. Tuttavia, Rick è interessato solo a fuggire. Dopo essere tornato alla base, Rick chiede aiuto a Thorne per far entrare Michonne nel programma di consegna, ma Jadis lo avverte che se Rick e Michonne dovessero scappare, dovrà uccidere tutti coloro che ama per la sua sicurezza. Rick tenta di aiutare Michonne a fuggire da sola, ma lei si rifiuta di andarsene senza di lui. Durante la visita al Millennium Park, Michonne incontra l'artista che ha creato gli iPhone incisi di Rick  e trova una nuova speranza. Dopo aver ricevuto il briefing di Echelon - la rivelazione di tutti i segreti del CRM - e una promozione, Thorne non è più sicuro se seguire le orme di Okafor, chiedendo a malincuore l'aiuto di Michonne per la missione. Quando Michonne si ribella durante uno scontro con gli zombie, Thorne quasi la uccide e Rick interrompe la loro relazione nel tentativo di proteggerla. Dopo essersi guadagnato la fiducia del Maggiore Generale Beale, Rick è destinato a ricevere una promozione in vista di un vertice con l'intera leadership del CRM. Tuttavia, Michonne si lancia insieme a Rick da un elicottero in una rocambolesca fuga a mezz'aria durante il viaggio di ritorno, nel mezzo di un violento temporale.
- Guest star: Terry O'Quinn (Beale), Lesley-Ann Brandt (Pearl Thorne), Robert O'Hara, Julian Cihi (Benjiro), Tessa Slovis (Cleo Clifton).
- Ascolti USA: telespettatori 905 000 – rating 18-49 anni 0,21%[5]

## Cosa siamo
- Titolo originale: What We
- Diretta da: Michael Slovis
- Scritta da: Danai Gurira

### Trama
Dopo essere saltati dall'elicottero, Rick e Michonne cadono in un fiume fuori Greenwood, una comunità di innovatori formatasi dopo l'inizio dell'apocalisse e che ha ancora energia elettrica e servizi moderni. Tuttavia, Greenwood a un certo punto è caduta, probabilmente per fame , lasciandola invasa dai vaganti. Michonne cerca quindi di convincere Rick a tornare a casa con lei, rivelando che hanno un figlio insieme di nome Rick Jr. Rick si rifiuta ancora di tornare, dicendole che Jadis ucciderà tutti quelli che conoscono se scappano. Scoprono che l'elicottero su cui si trovavano si è schiantato nella tempesta, dando loro l'opportunità perfetta per scappare poiché il CRM crederà che Rick e Michonne siano morti, ma Rick continua a dire che non tornerà a casa con lei con l'intenzione di completare la missione di Okafor per riformare il CRM in qualcosa di migliore. Michonne decide quindi di lasciare Rick indietro, con Rick che la insegue poco dopo. Un elicottero del CRM bombarda il relitto per distruggere ogni prova dell'esistenza del CRM, intrappolando Rick e Michonne in un edificio che crolla pieno di vaganti. Rick e Michonne si riconnettono lentamente e fanno sesso. Dopodiché, Michonne riesce a parlare con Rick, che ammette di non poter più vedere il volto di Carl a causa dei traumi subiti e di essere terrorizzato all'idea di tornare con Michonne, perché Rick non sopravviverebbe alla sua perdita. Dopo aver dato a Rick un iPhone con inciso il ritratto di Carl, Michonne convince Rick ad andare a casa con lei. Rick e Michonne fuggono mentre Greenwood crolla e prendono uno dei veicoli ibridi della comunità, che ha abbastanza etanolo per tornare ad Alexandria.
- Ascolti USA: telespettatori 876 000 – rating 18-49 anni 0,18%[6]

## Diventati
- Titolo originale: Become
- Diretta da: Michael E. Satrazemis
- Scritta da: Gabriel Llanas e Matthew Negrete

### Trama
Nei flashback, Jadis – che usa il suo vero nome Anne – fa visita a Gabriel una volta all'anno, ammettendo in privato che, pur essendo dedita alla missione del CRM, è indecisa su fino a che punto il CRM si spinga. Gabriel insiste sul fatto che Anne sia ancora una brava persona, come dimostra la sua incapacità di uccidere Gabriel. Nel presente, durante una sosta per riposare durante il viaggio verso Alexandria, Rick e Michonne incontrano e combattono contro una famiglia di banditi e trascorrono la notte nel Parco Nazionale di Yellowstone, dove Jadis, avendo intuito la loro sopravvivenza, li trova. Jadis tenta invano di ucciderli e rimane gravemente ferita. Fugge e la coppia la insegue in un inseguimento in auto. Jadis trascina poi i banditi nel suo inseguimento, ma Rick e Michonne non riescono a uccidere Jadis a causa del suo dossier che minaccia la sicurezza di Alexandria. Jadis rivela che Rick avrebbe dovuto ricevere il briefing di Echelon e avanzare di grado nel CRM, e raggiunge un accordo in base al quale Rick tornerà al CRM mentre Michonne potrà tornare a casa, ma i due si ingannano a vicenda e Jadis viene morsa mortalmente da un vagante nella mischia. Jadis spiega che dopo aver perso la sua gente, [ e ] si è dedicata a una causa che sembrava destinata a durare. Decidendo di morire come Anne piuttosto che come Jadis, indica loro dove trovare il dossier alla Base Cascadia e dà a Rick una fede nuziale che Gabriel aveva trovato per lui. Su sua richiesta, Rick spara ad Anne . Rick dà a Michonne la fede nuziale e si scambiano formalmente i voti. Lui e Michonne decidono quindi di prendere l'elicottero di Jadis e torna al CRM per trovare il dossier e fermarli una volta per tutte. Rendendosi conto che Anne è morta dopo che non si è presentata al loro incontro annuale, Gabriel, con il cuore spezzato, crea una lapide improvvisata per lei.
- Guest star: Seth Gilliam (padre Gabriel Stokes), Will Brill (Dalton), Ben Dickey (Red), Han Van Sciver (Tina).
- Ascolti USA: telespettatori 815 000 – rating 18-49 anni 0,15%[7]

## L'ultima volta
- Titolo originale: The Last Time
- Diretta da: Michael E. Satrazemis
- Scritta da: Scott M. Gimple e Channing Powell

### Trama
Rick e Michonne tornano alla Base Cascadia dove Michonne si intrufola, trova e distrugge il dossier di Jadis prima di partecipare a un briefing per i Frontliners, dove Michonne apprende che il CRM intende rapire alcuni bambini da Portland prima di distruggere la città con il gas cloro .  Rick riceve il Briefing di Echelon in cui Beale lo informa della verità sulla distruzione di Omaha e della Colonia Campus  e sull'imminente attacco a Portland. Beale rivela che, credendo che all'umanità restino solo circa quattordici anni, il CRM dichiarerà la legge marziale sulla Repubblica Civica e distruggerà le comunità di sopravvissuti in tutto il mondo, saccheggiando le loro risorse per garantire la propria sopravvivenza. Rick uccide Beale con la sua stessa spada, e Rick e Michonne preparano una bomba improvvisata sull'arsenale di gas cloro prima di essere affrontati da Thorne, che aveva dedotto la verità sull'identità di Michonne. Michonne è costretta a uccidere Thorne, e la bomba e il gas uccidono il Comando della Forza CRM e tutti i Frontliner. Con le atrocità del CRM rivelate e la sua struttura di comando decimata, il governo civile prende il controllo e riforma il CRM per aiutare gli altri sopravvissuti, consentendo al contempo viaggi gratuiti da e per la città. Rick e Michonne tornano a casa e si riuniscono finalmente ai loro figli, Judith e RJ.
- Guest star: Terry O'Quinn (Beale), Lesley-Ann Brandt (Pearl Thorne), Cailey Fleming (Judith Grimes), Antony Azor (Rick "R.J." Grimes Jr.).
- Ascolti USA: telespettatori 852 000 – rating 18-49 anni 0,18%[8]